# Igreja de Santo Estêvão (Veneza)

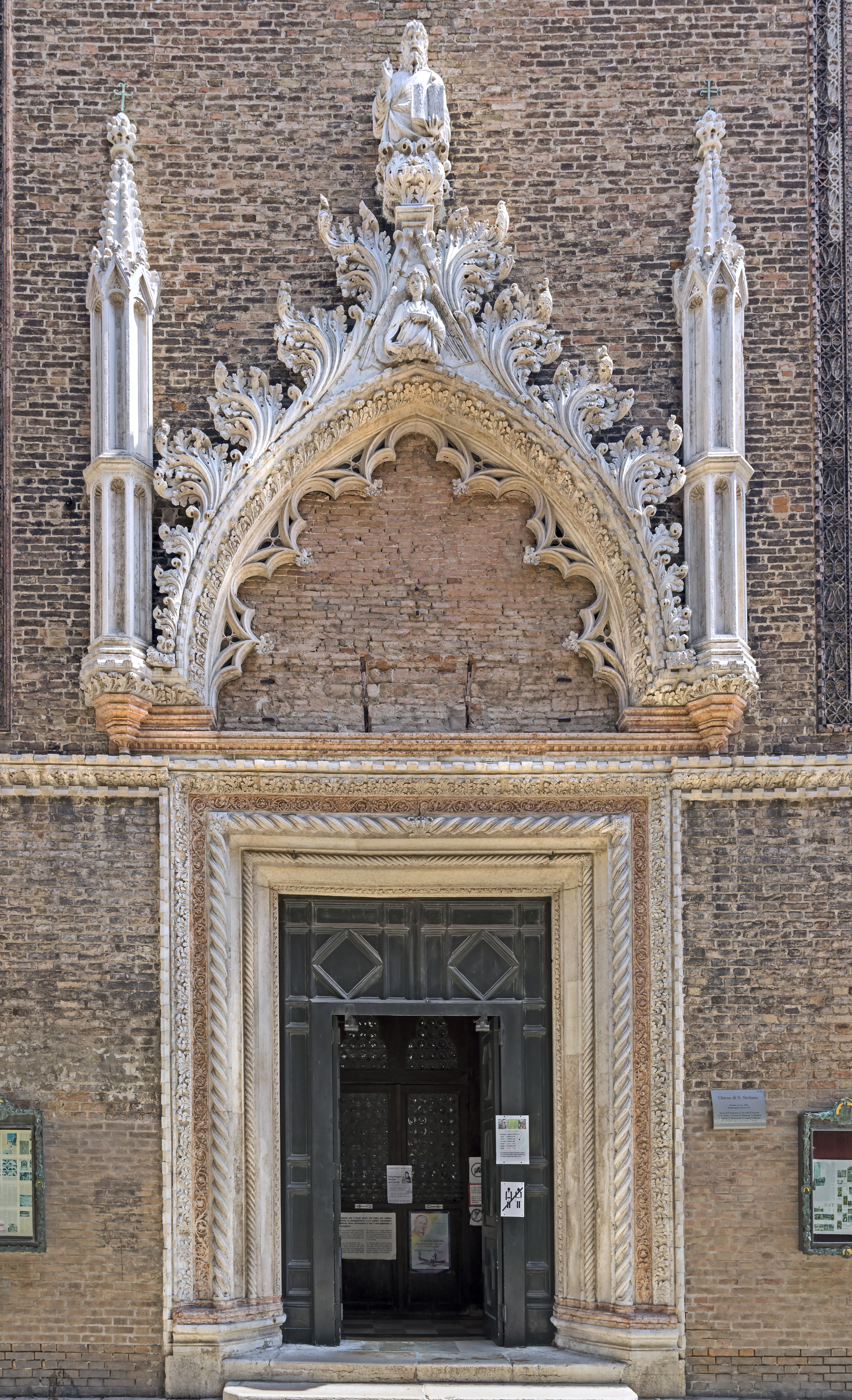
Portal gótico flamejante da igreja de Santo Estêvão de Veneza, de 1442, atribuido a Bartolomeo Bon.

A Igreja de Santo Estêvãon (em italiano:  Chiesa di Santo Stefano) é um grande edifício religioso de Veneza (Itália), no extremo setentrional do Campo Santo Stefano no sestiere de San Marco, não muito longe da ponte da Academia.

## História
Foi fundada no século XIII, reconstruída no século XIV e alterada de novo em inícios do século XV, quando se adicionaram uma fina entrada gótica e um teto com forma de quilha. O alto interior é também gótico e tem três absides. Foi muitas vezes cenário de episódios de violência, e mesmo de homicídios, motivo pelo qual ao longo dos séculos foi consagrada seis vezes.
O templo de Santo Estêvão é a igreja de uma das paróquias do Vicariato de San Marco-Castello. As outras igrejas da paróquia são São Samuel, São Maurício, São Vital e o oratório de San Angelo degli Zoppi.

## Arquitetura

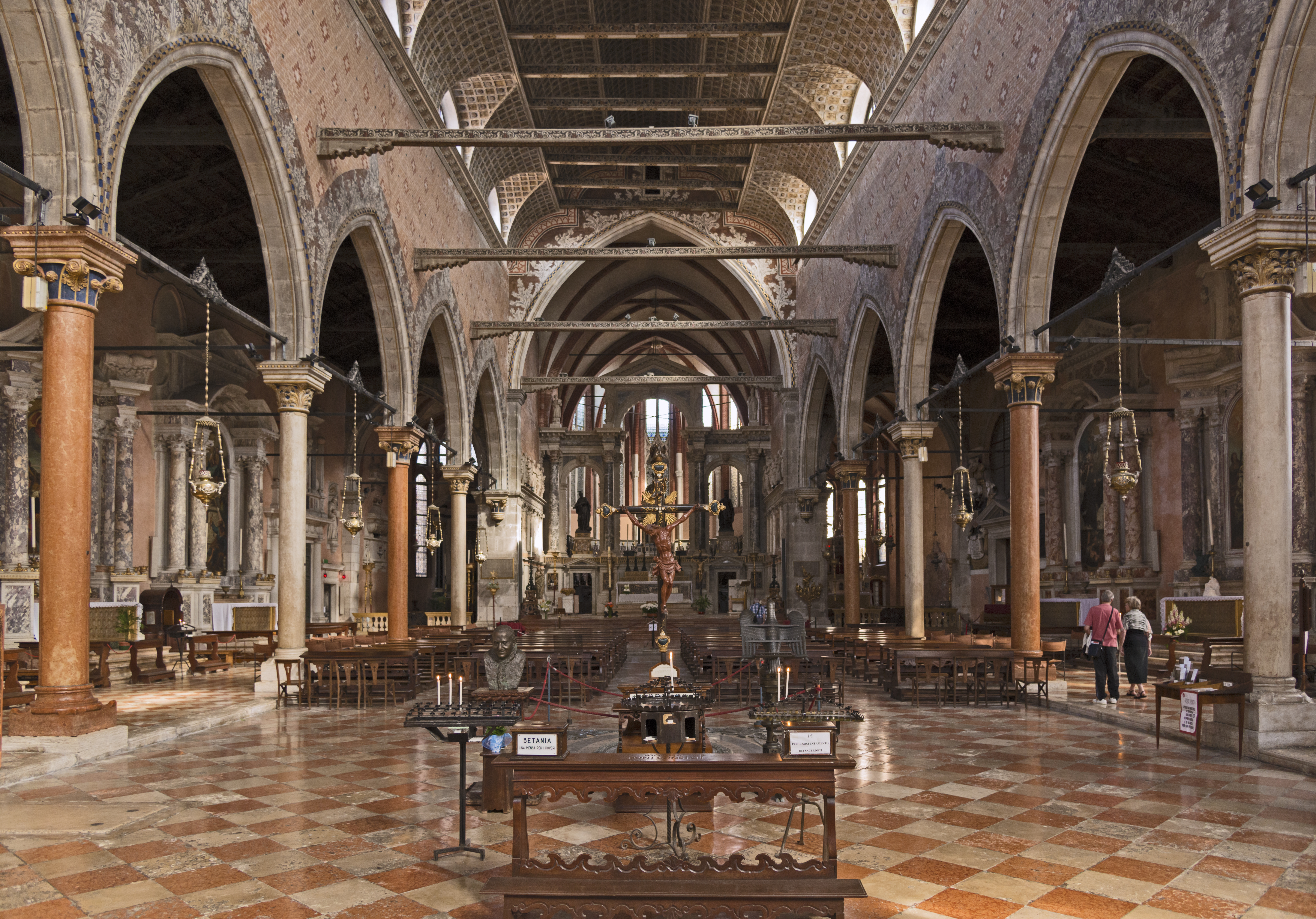
Interior do templo

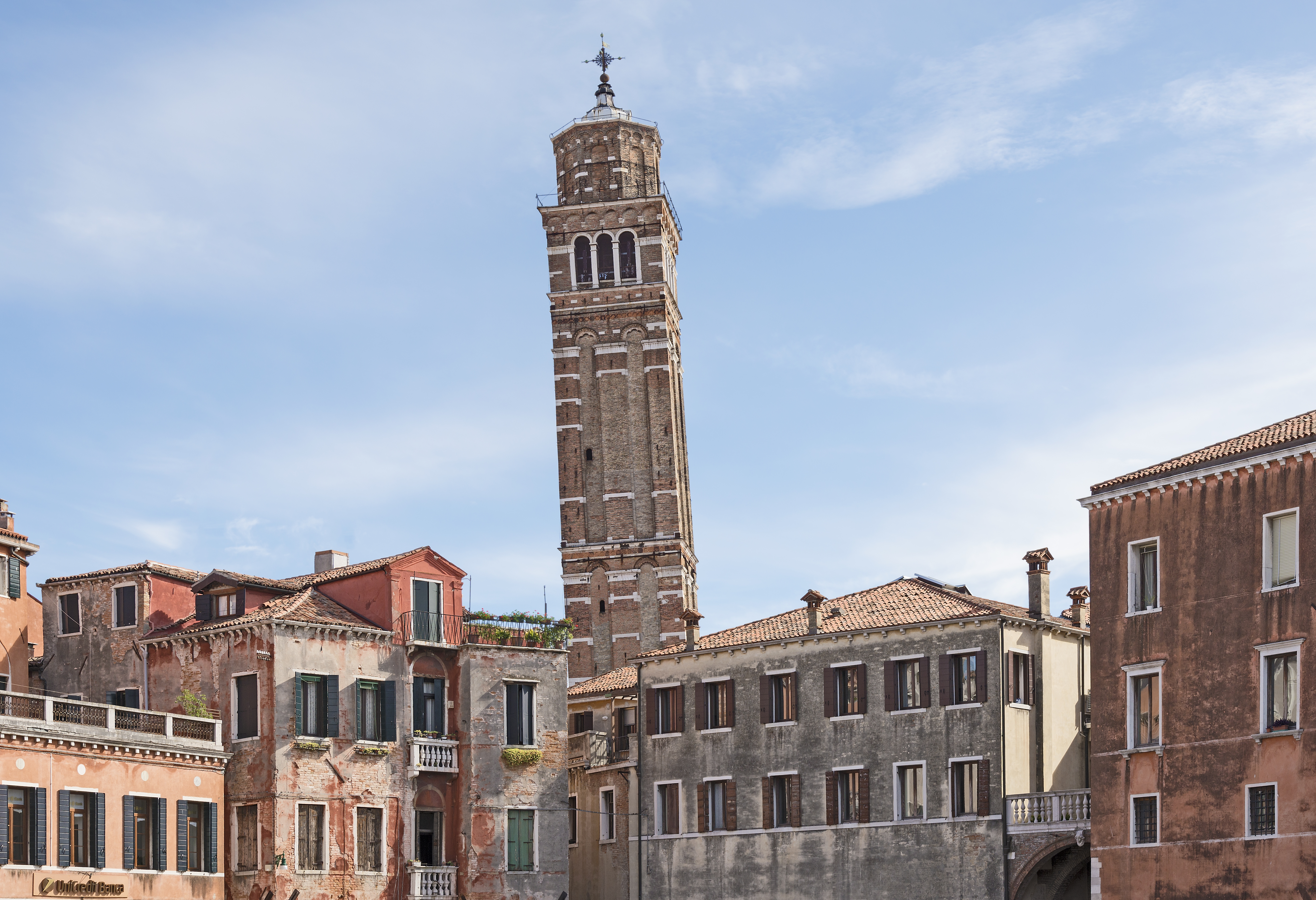
O campanário inclinado visto do campo Santo Ângelo

O imponente portal gótico flamejante da igreja é obra de Bartolomeo Bon. O teto apresenta una estrutura em forma de quilha de navio, percorrido por tirantes talhados e coluna de mármore de Verona.
Caso quase único na cidade, o abside da igreja é também uma ponte por debaixo da qual corre um rio navegável. O seu campanário muito alto, de planta românica com cela de três arcos e rematado por um tambor octogonal, é caracterizado por uma acentuada inclinação.

## Obras de arte
- Antonio Canova (estela comemorando Giovanni Falier no batistério)
- Pietro Lombardo (túmulo de Giacomo Surian)
- Tullio Lombardo (atribuem-se-lhe as duas estatuetas de mármore na sacristia)
- Tintoretto (A agonia no jardim, A última ceia e O lava-pés, todas na sacristia)
- Paolo Veneziano (Crucifixo pintado na sacristia)
- Bartolomeo Vivarini (São Lourenço e São Nicolau de Bari na sacristia)

## Monumentos funerários
- Doge Andrea Contarini († 1382)
- Giovanni Falier
- Francesco Morosini
- Giacomo Surian
- Giovanni Gabrieli († 1612) Grande compositor veneziano, organista da Basílica de São Marcos

Na entrada há um majestoso cenotáfio comemorativo do doge Francesco Morosini, que na realidade está sepultado na igreja de São Nicolau Tolentino.